# دنیای شگفت‌انگیز میکی ماوس
دنیای شگفت‌انگیز میکی ماوس (انگلیسی: The Wonderful World of Mickey Mouse) یک مجموعه تلویزیونی-انیمیشن آمریکایی است که توسط انیمیشن تلویزیونی دیزنی برای دیزنی پلاس تولید شده است. این سریال ادامه و احیای میکی ماوس برنده جایزه امی ۲۰۱۳ است، از همان سبک استفاده می‌کند و بسیاری از همان بازیگران و کارکنان را دارد، به استثنای روسی تیلور -دوبلور مینی ماوس که از سال ۱۹۸۶ بود و در سال ۲۰۱۹ وفات یافت-، که کیتلین رابروک در سریال جایگزین او شد. نقش مینی ماوس در این سریال از ۱۸ نوامبر ۲۰۲۰ همزمان با نود و دومین سالگرد تولد میکی به نمایش درآمد. این انیمیشن توسط مرکوری فیلم‌ورکز ارائه شده است.
از ۱۸ نوامبر تا ۱۸ دسامبر ۲۰۲۰، دیزنی پلاس دو فیلم کوتاه در هفته نمایش داد. ده فیلم کوتاه دیگر در تاریخ ۲۸ ژوئیه تا ۲۵ اوت ۲۰۲۱ به نمایش درآمد.
این سریال در نوامبر ۲۰۲۱ برای چهار قسمت ویژه ۲۲ دقیقه‌ای با محوریت فصل‌ها تمدید شد. اولین قسمت ویژه آن، زمستان شگفت‌انگیز میکی ماوس، در ۱۸ فوریه ۲۰۲۲ به نمایش درآمد. دومین قسمت ویژه، بهار شگفت‌انگیز میکی ماوس، در ۲۵ مارس ۲۰۲۲ منتشر شد. سومین قسمت ویژه، تابستان شگفت‌انگیز میکی ماوس، در ۸ ژوئیه ۲۰۲۲ منتشر شد. چهارمین و آخرین قسمت ویژه این فصل، پاییز شگفت‌انگیز میکی ماوس، در ۱۸ نوامبر ۲۰۲۲ منتشر شد.
این سریال عموماً نقدهای مثبتی از سوی منتقدان دریافت کرد.

## صداپیشگان

### صداپیشگان اصلی
- کریس دیامانتوپولوس در نقش میکی ماوس[۷]
- کیتلین رابروک در نقش مینی ماوس[۷]
- تونی آنسلمو در نقش دونالد داک[۷]
- بیل فارمر در نقش گوفی و پلوتو[۷]
- ترس مک نیل در نقش دیزی داک[۷]

### صداپیشگان دیگر
- جیم کامینگز در نقش پیت
- کوری برتون در نقش لودویگ فون دریک
- ایپریل وینچل در نقش گاو کلارابل
- جان کسیر در نقش اسکروج مک‌داک
- پل رودیش در نقش واریوس
- جف بنت در نقش رنجر جی. اودوبون وودلور

## موسیقی
مانند سری قبلی، موسیقی توسط کریستوفر ویلیس ساخته شد. والت دیزنی رکوردز دو آهنگ موسیقی متن را در یک آلبوم کوتاه به نام دنیای شگفت‌انگیز میکی ماوس که توسط ویلیس نوشته شده است منتشر کرد: «آهنگ کنگای دونالد» از «سوپرمارکت اسکرامبل» و «کد مشاجره کننده» از «پنیر رانگلرها» در نوامبر ۲۰۲۰.
چهار آهنگ موسیقی متن دیگر تحت عنوان موسیقی از دنیای شگفت‌انگیز میکی ماوس منتشر شد، از جمله «تا زمانی که تو را دارم»، «ریتم جزیره‌ای»، «روزهای آدامس حبابی» و «احساس عشق».

## قسمت‌ها
| فصل    | قسمت‌ها | قسمت‌ها | تاریخ اصلی پخش | تاریخ اصلی پخش |
| فصل    | قسمت‌ها | قسمت‌ها | اولین بار      | آخرین بار      |
| ------ | ------ | ------ | -------------- | -------------- |
| ۱      | ۲۰     | ۲۰     | ۱۸ نوامبر ۲۰۲۰ | ۲۵ اوت ۲۰۲۱    |
| ویژه‌ها | ۴      | ۴      | ۱۸ فوریه ۲۰۲۲  | ۱۸ نوامبر ۲۰۲۲ |